# Апостоловићева кућа
Апостоловићева кућа је једна од најстаријих зграда у Грочанској чаршији. Грочанска чаршија је још 1966. године проглашена је за споменик културе – просторну културно-историјску целину. Тринаест година касније, 1979. године, Грочанска чаршија утврђена и за културно добро од великог значаја. Поред решења о заштити Грочанске чаршије, у овом периоду донета су и решења којима су заштићени и појединачни објекти на територији вароши. Апостоловића кућа налази се у Чаршији и заштићена је у склопу просторне културно-историјске целине.
С обзиром на податак да је познато да је предак данашњег власника кућу купио од Турака, верује се да је зидана крајем 18. или почетком 19. века.

## Историја
Власник куће и дућана је наследник свог претка Ристе Апостола који је ову кућу купио од Турака још у првој половини 19. века, а пошто је умро 1852.године то нас упућује да је кућа зидана, највероватније, крајем 18. века, што јој даје вредност најстарије зграде у Чаршији. Унутрашњи изглед куће је током времена више пута преправљан.

## Изглед куће
Кућа Апостоловића подигнута је са леве стране главне улице, преко пута цркве Свете Тројице. Својом величином, изгледом, упадљивом дужином и другим архитектонским квалитетима представља највреднију кућу у Варошици. На главној фасади, у горњем делу куће који служи за становање, издваја се трем, а у доњем делу се налазио дућан са ћепенцима у приземљу, и димњак прислоњен на бочну фасаду зграде. Све ове карактеристике и типска обележја спољашњег изгледа везују кућу Апостоловића за турске варошке куће Јужне Србије и Македоније.